# St. Vincent's Hospital
St. Vincent's University Hospital eller blot St. Vincent's Hospital (gælisk: Ospidéal Ollscoile Naomh Uinseann) er et universitetshospital i Irlands hovedstad Dublin. Det ligger ved Elm Park syd for byen ved afkørslen til Merrion Road og Nutley Lane modsat Merrion Centre og støder op til Elm Park Golf Club.

## Historie
St. Vincent's Hospital blev grundlagt i 1834 på St. Stephen's Green, Dublin, af moder Mary Aikenhead, grundlæggeren af den romerskkatolske orden Religious Sisters of Charity. Hospitalet var åbent for alle, der kunne betale for dets services, uden hensyn til deres religiøse overbevisning.
Hospital blev senere flyttet til dets nuværende placering i Elm Park i 1970, og i 1999 fik det navnet St. Vincent's University Hospital (SVUH), for at understrege dets primære funktion som universitetshospital for University College Dublin.